# Wilhelm Paul Corssen
Wilhelm Paul Corssen (ur. 20 stycznia 1820, Brema; zm. 18 czerwca 1875, Berlin) – niemiecki filolog, językoznawca, historyk starożytności i etruskolog.
Corssen studiował w latach 1840–1844 na Uniwersytecie Berlińskim, u Augusta Böckha i Karla Lachmanna. Po studiach objął posadę nauczycielską w słynnym niemieckim liceum, zwanym też niemieckim Eton, Pforcie. W 1866 wrócił do Berlina, gdzie ostatecznie poświęcił się publikacjom naukowym. Corssen skupiał się na językach Śródziemnomorza, przyczyniając się do rozwoju metody porównawczej. Już jego pierwsze prace pt. Origines poesis romanae (1844) i Über Aussprache, Vokalismus und Betonung der lateinischen Sprache (1858–1859) zostały nagrodzone przez wydział filozoficzny Uniwersytetu Berlińskiego. Chcąc ustalić pierwotną wymowę łaciny, zajął się starowłoskimi dialektami, czego wyniki opublikował na łamach Zeitschrift für vergleichende Sprachforschung, Adalberta Kuhna. Pisał również prace na temat archeologii i historii Pforty. Od początku przejawiał zainteresowanie tematyką etruską, czego owocem było Über die Sprache der Etrusker, gdzie starał się udowodnić pokrewieństwo między językiem etruskim, a łaciną.

## Większe publikacje
- De volscorum lingua (1858)
- Kritische Beiträge zur lateinischen Formenlehre (1863)
- Kritische Nachträge zur lateinischen Formenlehre (1866)
- Über die Sprache der Etrusker (1874–1875)
- Beiträge zur italienischen Sprachkunde (1878, wydawca Hugo Weber)